# Обична белогуза
Обична белогуза (лат. Oenanthe oenanthe) је мала птица певачица која је раније била класификована као члан породице дроздова Turdidae, али се сада генерално сматра мухарицом Старог света. Обична белогуза је најраспрострањенији члан рода белогузих Oenanthe у Европи и Северној и Централној Азији .
Обична белогуза је миграторна инсектоједа врста која се гнезди у отвореним каменитим пределима у Европи и источно преко Палеарктика, са упориштима у североисточној Канади и Гренланду, као и у северозападној Канади и Аљасци. Гнезди се у пукотинама стена и зечјим јазбинама. Обичне белогузе проводе већи део зиме у Африци .

## Таксономија
Обичну белогузу први пут је формално описао шведски природњак Карл фон Лине 1758. године у 10. издању своје „Systema Naturae“ као Motacilla oenanthe.  Врста се сада налази у роду Oenanthe који је увео француски орнитолог Луј Пјер Вијејо 1816. године. Генеричко име, Oenanthe, је такође назив биљног рода, водених капљица, и изведено је од грчких речи ainos „вино“ и anthos „цвет“, због мириса цветова сличног вину. У случају обичне белогузе, то се односи на повратак птица у Грчку у пролеће у време када цвета винова лоза.
Енглеско име обичне белогузе " wheatear" нема никакве везе са пшеницом или класјем, већ је измењени, можда помешани) облик речи „white-arse“, што се односи на њен истакнути бели задњи део.
Обична белогуза има три општеприхваћене подврсте:
- Oenanthe oenanthe leucorhoa (Gmelin, JF, 1789) – североисточна Канада, Гренланд и Исланд
- Oenanthe oenanthe oenanthe (Linnaeus, 1758) – северна и централна Европа преко северне Азије до источног Сибира и северозападне Северне Америке
- Oenanthe oenanthe libanotica ( Hemprich & Ehrenberg, 1833) – јужна Европа преко Блиског истока и југозападне Азије до Монголије и северозападне Кине

У прошлости је Oenanthe oenanthe seebohmi била још једна подврста, али је она постала посебна врста атланска белогуза (Oenanthe seebohmi), захваљујући изеђу осталог и ауторитетима као што су Међународни орнитолошки комитет, Сибохм.

## Опис
Обична белогуза је већа од црвендаћа (Erithacus rubecula) и достиже  14,5-16 цм у дужине. Обична белогуза такође има распон крила од 26–32 цм и тежи 17-30 г.
Оба пола имају белу сапницу и реп, са црним обрнутим Т-шаром на крају репа.
Гнездеће перје мужјака је сиво на горњим деловима тела, грло је жућкасто и крила су црна као и маска за лице. У јесен подсећа на женку, осим по црним крилима. Женка је бледосмеђа одозго, а жућкаста одоздо, са тамније смеђим крилима. Мужјак има звиждућу, пуцкетаву песму. Његово оглашавање је типичан звук "чак", а оглашавање у лету је исто.

## Понашање и екологија

### Миграција
Обична белогуза прави једно од најдужих путовања од свих малих птица, прелазећи океан, лед и пустињу. Мигрира из подсахарске Африке у пролеће преко огромног подручја северне хемисфере које обухвата северну и централну Азију, Европу, Гренланд, Аљаску и делове Канаде. У јесен се све враћају у Африку, где су њихови преци презимили. Може се рећи да су неке од птица које се гнезде у северној Азији могле да иду краћим путем и презиме у јужној Азији; међутим, њихова наслеђена склоност ка миграцији враћа их у Африку, завршавајући једну од најдужих миграција за величину свог тела у животињском царству  .
Птице велике, светле гренландске расе, Oenanthe oenanthe leucorhoa, праве један од најдужих прекоокеанских прелета међу птицама певачицама. У пролеће већина мигрира дуж руте, коју обично користе шљукарице и пловуше из Африке преко континенталне Европе, Британских острва и Исланда до Гренланда. Међутим, јесења виђења са бродова указују на то да неке птице прелазе Северни Атлантик директно из Канаде и Гренланда до југозападне Европе, на удаљености до 2.500 км. Сматра се да птице које се гнезде у источној Канади лете са Бафиновог острва и Њуфаундленда преко Гренланда, Ирске и Португала до Азора, прелазећи 3.500 км северног Атлантика, пре него што одлете даље у Африку. Друге популације из западне Канаде и Аљаске мигрирају прелетећи преко већег дела Евроазије до Африке.

Минијатурни уређаји за праћење су недавно показали да обична белогуза има један од најдужих познатих миграционих летова - 30.000 км, од подсахарске Африке до њихових арктичких места за гнежђење.
„Аљаске птице су прешле скоро 15.000 км у сваком правцу - прелазећи Сибир и Арабијску пустињу, путујући у просеку 290 км дневно. „Ово је најдужа забележена миграција птице певачице колико знамо“, рекао је др Шмаљохан.

### Гнежђење
Пбичне белогузе се први пут гнезде када напуне годину дана. Гнездо у потпуности гради женка, док мужјак седи у близини, пева и понекад изводи песама у лету. Гнездо се поставља у шупљину као што је зечја јазбина, пукотина међу стенама или у вештачки направљен предмет као што је зид или цев. Гнездо обично има темељ од неуредног биљног материјала. Чаша гнезда је изграђена од финијих трава, лишћа, маховине и лишајева. Женка полаже јаја у дневним интервалима. Легло се састоји од 4-7 глатких, али не сјајних јаја која су величине око 21,0 мм  x 15,8 мм величине са просечном тежином од 2,83 г. Јаја су веома бледоплаве боје и понекад имају неколико црвено-смеђих ознака на већем крају. Женка их скоро у потпуности инкубира након што је положено претпоследње или последње јаје. Јаја се излегу након отприлике 13 дана. Птиће хране оба родитеља, а женка седи на гнезду првих пет или шест дана. Птићи добијају комплетно перје након 15 дана и постају независни од родитеља када имају између 28 и 32 дана. Обично се сваке године подиже само једно легло, али када се изгуби прво леглоа, женка ће положити друго легло.

## Статус
Обична белогуза има широк ареал, процењен на 2,3 милиона квадратних километара, и велику популацију процењену на 2,9 милиона јединки у Старом свету и Америци заједно. Верује се да се врста не приближава праговима за критеријум смањења популације Црвеног списка IUCN (тј. смањење за више од 30% за десет година или три генерације), и стога је оцењена као најмање угрожени таксон.

## Однос са људима
У 18. и 19. веку, обичне белогузе су се сматрале деликатесом у Енглеској, називане „енглеске" виноградске стрнадице, а пастири из Сасекса су допуњавали своје приходе продајом птица које су хватали.